# توکای چینی
توکای چینی (نام علمی: Turdus mupinensis) گونه‌ای از پرندگان تیرهٔ توکایان (Turdidae) است. در چین و شمال ویتنام یافت می‌شود. زیستگاه طبیعی آن جنگل‌های معتدل و جنگل‌های کوهستانی نمناک نیمه‌گرمسیری یا گرمسیری است.